# 岩城港站
岩城港站（日语：／ Iwaki-Minato eki */?）是位於秋田縣由利本莊市岩城內道川，屬於東日本旅客鐵道（JR東日本）的羽越本線車站。

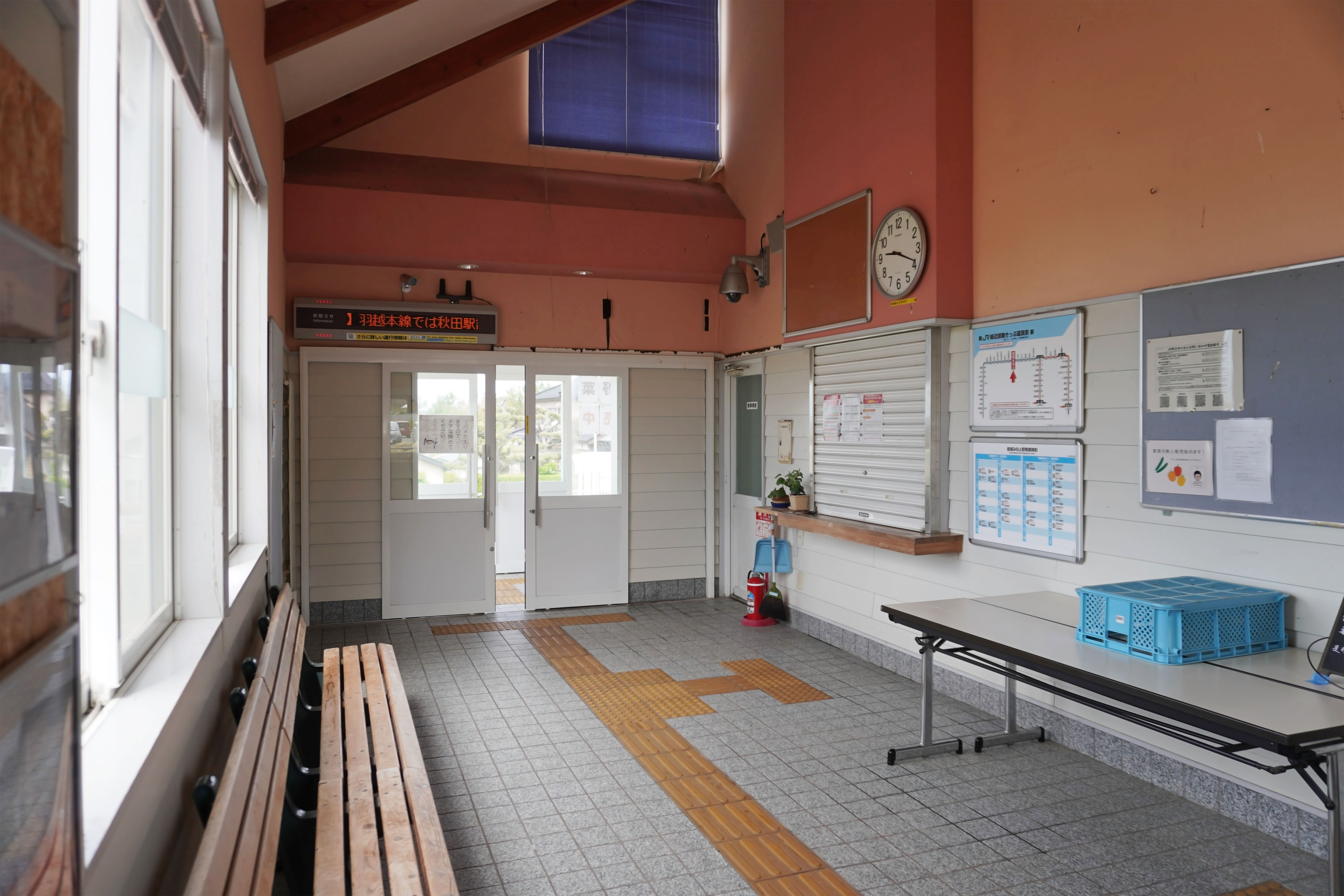
車站內部（2024年5月）

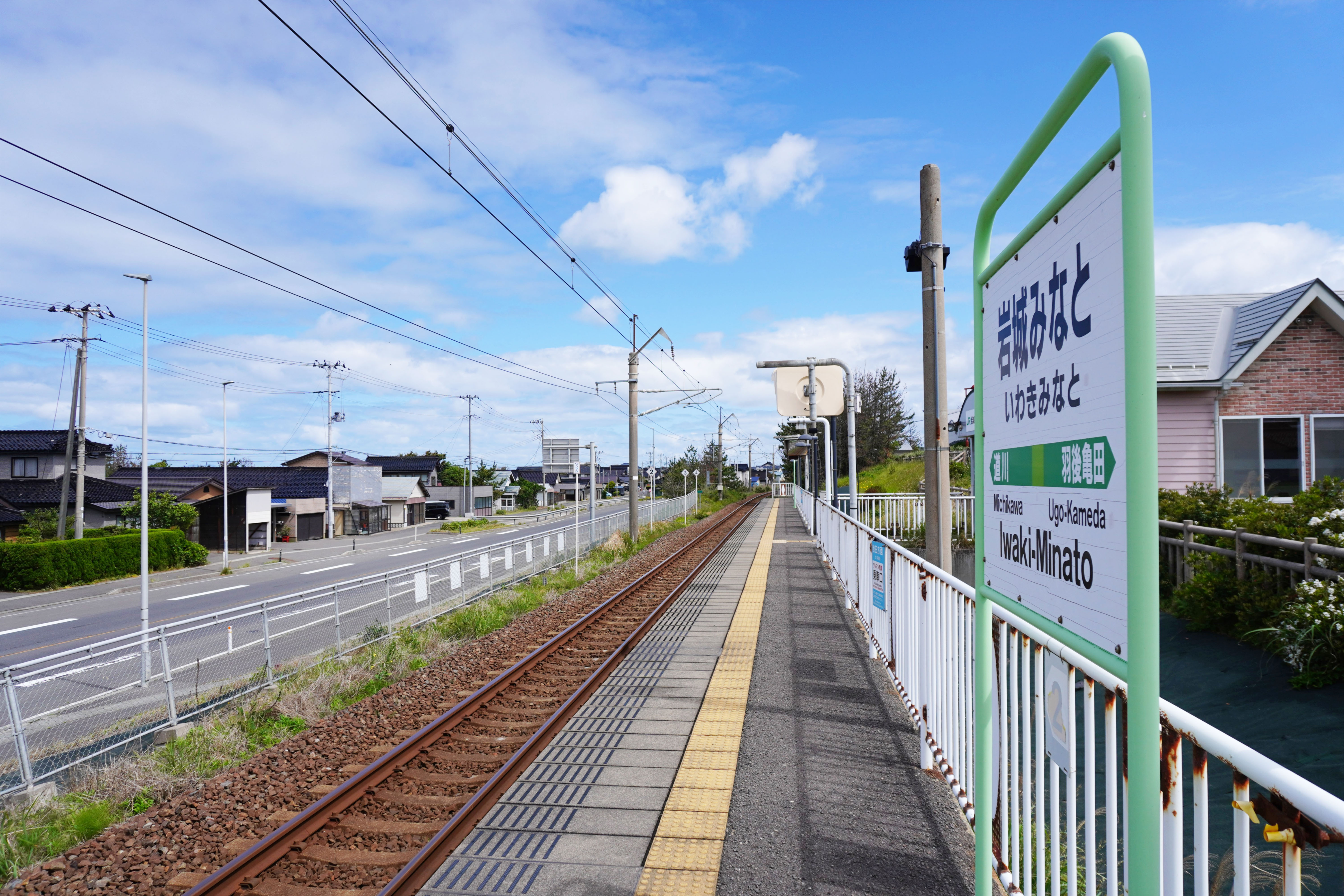
月台（2024年5月）

## 歷史
- 2001年（平成13年）12月1日 - 東日本旅客鐵道車站啟用，此站建於前由利郡（日语：由利郡）岩城町（日语：岩城町）。

## 構造
此站是地面車站，設有1面1線的單式月台，無法進行列車交會。在新津一方設有二古信號站場內進入確認板。
此站是由羽後本莊站管理的簡易委託車站，並委托由利本莊市負責車站業務，車站時業務營業間為7:00-19:00。此站可購買指定票，營業時間以外可使用乘車站證明書發行機。站前設有道之驛停車場與另一個大型停車場。

## 使用狀況
根據「JR東日本」資料，在2019年度（令和元年度）1日平均乘車人次為92人。
以下列出近年乘車人次的變化：
| 年度               | 1日平均 乘車人次 | 參考資料        |
| ------------------ | ---------------- | --------------- |
| 2001年（平成13年） | 61               | [ 利用客数 2 ]  |
| 2002年（平成14年） | 74               | [ 利用客数 3 ]  |
| 2003年（平成15年） | 90               | [ 利用客数 4 ]  |
| 2004年（平成16年） | 102              | [ 利用客数 5 ]  |
| 2005年（平成17年） | 108              | [ 利用客数 6 ]  |
| 2006年（平成18年） | 120              | [ 利用客数 7 ]  |
| 2007年（平成19年） | 134              | [ 利用客数 8 ]  |
| 2008年（平成20年） | 141              | [ 利用客数 9 ]  |
| 2009年（平成21年） | 126              | [ 利用客数 10 ] |
| 2010年（平成22年） | 125              | [ 利用客数 11 ] |
| 2011年（平成23年） | 120              | [ 利用客数 12 ] |
| 2012年（平成24年） | 110              | [ 利用客数 13 ] |
| 2013年（平成25年） | 116              | [ 利用客数 14 ] |
| 2014年（平成26年） | 105              | [ 利用客数 15 ] |
| 2015年（平成27年） | 105              | [ 利用客数 16 ] |
| 2016年（平成28年） | 98               | [ 利用客数 17 ] |
| 2017年（平成29年） | 97               | [ 利用客数 18 ] |
| 2018年（平成30年） | 101              | [ 利用客数 19 ] |
| 2019年（令和元年） | 92               | [ 利用客数 1 ]  |

## 周邊
車站周邊為前岩城町中心。
- 國道7號
- 道之驛岩城（日语：道の駅岩城）
- 由利本莊市政廳岩城綜合分所（前岩城町（日语：岩城町）公所）
  - 秋田新生農業協同組合（日语：秋田しんせい農業協同組合）岩城分店
- 秋田銀行岩城町分店
- 日本海東北自動車道岩城交匯處（日语：岩城インターチェンジ）
- 秋田縣道44號雄和岩城線（日语：秋田県道44号雄和岩城線）
- 北都銀行（日语：北都銀行）岩城分店

## 相鄰車站
東日本旅客鐵道
■羽越本線
□快速
通過
■普通
羽後龜田－（二古信號站）－岩城港－道川

## 注腳

### 使用狀況
1. 1 2  . 東日本旅客鉄道.   [2020-07-13]. （原始内容存档于2020-07-10） （日语）.
2. ↑  . 東日本旅客鉄道.   [2019-02-28]. （原始内容存档于2019-04-02） （日语）.
3. ↑  . 東日本旅客鉄道.   [2019-02-28]. （原始内容存档于2019-04-02） （日语）.
4. ↑  . 東日本旅客鉄道.   [2019-02-28]. （原始内容存档于2019-04-02） （日语）.
5. ↑  . 東日本旅客鉄道.   [2019-02-28]. （原始内容存档于2019-04-02） （日语）.
6. ↑  . 東日本旅客鉄道.   [2019-02-28]. （原始内容存档于2017-08-08） （日语）.
7. ↑  . 東日本旅客鉄道.   [2019-02-28]. （原始内容存档于2019-03-27） （日语）.
8. ↑  . 東日本旅客鉄道.   [2019-02-28]. （原始内容存档于2017-08-08） （日语）.
9. ↑  . 東日本旅客鉄道.   [2019-02-28]. （原始内容存档于2019-04-02） （日语）.
10. ↑  . 東日本旅客鉄道.   [2019-02-28]. （原始内容存档于2019-04-02） （日语）.
11. ↑  . 東日本旅客鉄道.   [2019-02-28]. （原始内容存档于2016-03-27） （日语）.
12. ↑  . 東日本旅客鉄道.   [2019-02-28]. （原始内容存档于2019-04-02） （日语）.
13. ↑  . 東日本旅客鉄道.   [2019-02-28]. （原始内容存档于2019-04-02） （日语）.
14. ↑  . 東日本旅客鉄道.   [2019-02-28]. （原始内容存档于2016-03-04） （日语）.
15. ↑  . 東日本旅客鉄道.   [2019-02-28]. （原始内容存档于2019-03-26） （日语）.
16. ↑  . 東日本旅客鉄道.   [2019-02-28]. （原始内容存档于2019-03-23） （日语）.
17. ↑  . 東日本旅客鉄道.   [2019-02-28]. （原始内容存档于2019-02-14） （日语）.
18. ↑  . 東日本旅客鉄道.   [2019-02-28]. （原始内容存档于2019-03-25） （日语）.
19. ↑  . 東日本旅客鉄道.   [2019-07-21]. （原始内容存档于2019-07-05） （日语）.

## 外部連結
- 車站資訊（岩城港）：東日本旅客鐵道（日語）